# B.H. Dyas

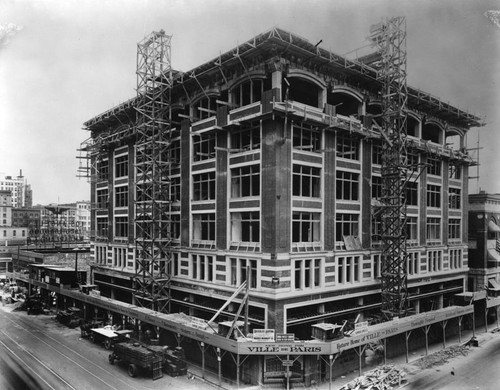
De vlaggenschipwinkel van B.H. Dyas in aanbouw op de hoek van 7th Street & Olive Street (1916)

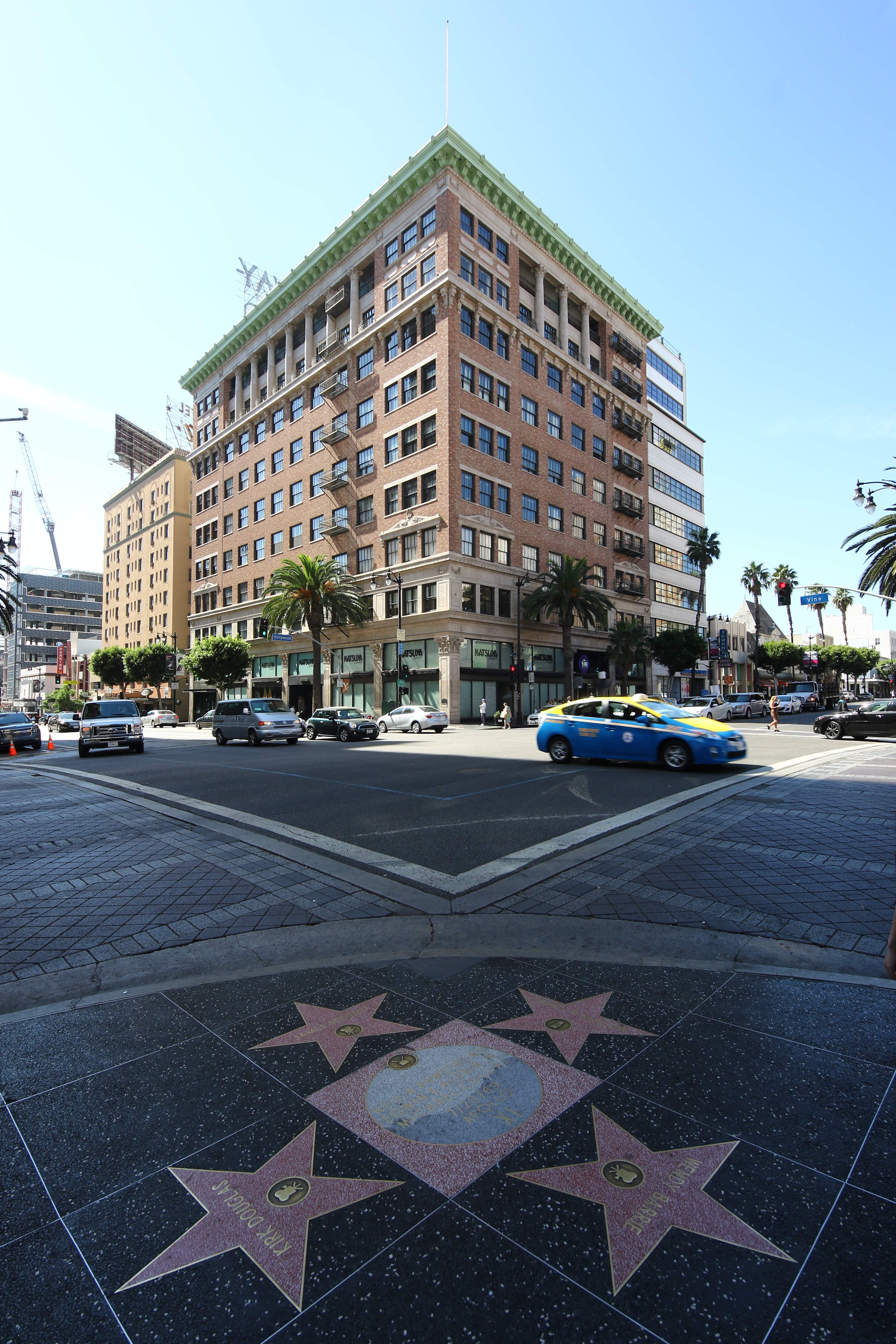
Broadway Hollywood-gebouw. oorspronkelijk B.H. Dyas-filiaal

B.H. Dyas Co. was een retailer van sportartikelen in Los Angeles die in de jaren 1930 uitgroeide tot warenhuis en failliet ging. Het bedrijf was eigendom van Bernal Hubert Dyas (1882-1959). 

## Geschiedenis
Dyas opende in 1905 samen met zijn partner George T. Cline een sportwinkel, Dyas & Cline, op de hoek Main Street en East 3rd Street 116. Later verhuisde Dyas naar de hoek 7th Street en Hill Street.
In 1919 verkochten de eigenaren van het warenhuis Ville de Paris hun winkel op West 7th Street 321-325 en Olive Street aan Dyas. Van 1919 tot en met 1927 adverteerde de winkel onder de naam "Ville de Paris–B.H. Dyas Co.", daarna werd het omgedoopt tot B.H. Dyas. De winkel in het centrum sloot rond 1930, waarmee ook de naam B.H. Dyas verdween.  
De winkel adverteerde met “De meest interessante winkel in Californië”. In de winkel bevond zich een blokhut, een schietbaan en een aquarium met regenboogforellen, evenals opgezette en opgezette dieren. 

## Filiaal in Hollywood
In 1927 opende Dyas een filiaal in Hollywood, in het huidige Broadway Hollywood Building. In 1922 werden de aandelen verkocht om de bouw te financieren van een filiaal van Boadway Bros., dat in 1923 failliet ging. B.H. Dyas stemde ermee in om in plaats daarvan een vestiging in het gebouw te openen. Het gebouw naar een ontwerp van de architect Frederick Rice Dornwerd in neoclassicistische stijl opgetrokken door de plaatselijke zakenman Frank R. Strong. De bouw, die tot 1928 duurde, markeerde het eerste warenhuisfiliaal buiten het belangrijkste zakendistrict van Downtown Los Angeles en leidde tot soortgelijke grootschalige commerciële ontwikkelingen buiten het stadscentrum, zoals warenhuis Bullocks Wilshire.
Vanwege de Grote Depressie moest B.H. Dyas zijn activiteiten terugbrengen naar zijn oorspronkelijke winkel, waarna dit filiaal in 1931 aan The Broadway werd verhuurd voor een periode van  30 jaar voor $ 2 miljoen.

## Ondergang
De winkel op 7th Street / Olive Street ging in 1932 failliet en sloot in 1933, waarmee een einde kwam aan het warenhuis B.H. Dyas. Het pand werd daarna betrokken door Myer Siegel. 